# 金学奎 (1900年生)
金 学奎（キム・ハッキュ、1900年11月24日 - 1967年9月20日）は日本統治時代の朝鮮の独立運動家、大韓民国の政治家。本貫は安東金氏。

## 経歴
1900年、平安南道平原郡に生まれる。新興武官学校を卒業し、満州の独立軍に参加。
梁世奉率いる朝鮮革命党の朝鮮革命軍参謀長に就任し、国民政府からの支援取り付けに奔走したが、次第に追い詰められ、梁世奉が暗殺されると関内に逃亡した。なお、この間、1931年1月に朝鮮民族革命党に入党しているが、1935年7月に党首の金元鳳と決別している。
1936年、中央陸軍軍官学校廬山特別訓練班で1年間軍事訓練を受ける。
1940年に韓国光復軍が創設されると総司令部副参謀。1941年、光復軍第3支隊長。安徽省阜陽で活動。1942年10月、臨時政府軍事委員会に入り第6分処を設置して招募工作を行う。次第に志願者が増え個別教育訓練が困難となったため、1944年、第10戦区司令官と交渉し中央陸軍軍官学校第10分校幹部養成クラスの「韓光班」設立に漕ぎ着けた。1945年、アメリカのOSS(戦略事務局)と合作して朝鮮半島に浸透させる工作員を養成した。
終戦後は光復軍駐上海弁事処長に任命され、3万人の僑民の引き揚げを手伝った。また、満州国軍や日本軍の将校だった申鉉俊、李周一、朴正煕、尹映九を第3支隊に編入させ、それぞれ平津大隊長、第1、第2、第3中隊長とした。1946年秋、韓国臨時政府駐華代表団東北総弁事処（処長：李光）副処長兼韓国独立党東北特別委員会執行委員長として縁故者が多い東北に行き、韓国独立党の責任者と共に長延区民主自衛軍（長：李逸泰）の成立工作をした。
次第に国民党軍の劣勢となり、1948年4月に、南京に滞在していた駐華代表団団長の朴賛翊を訪ねて、遼陽にいる韓僑幹部の救出を提議した。彼らは中米航空会社に10万ドルを支払い、運輸機40機の使用権を得て、韓僑の中の幹部、宗教家、教育者などの約2千人を2週間かけて遼陽から天津に輸送した。そしてアメリカ軍政庁上海事務室の申国権を通じて、ソウルのアメリカ軍政庁に船舶の派遣を要請し、送られてきた戦車揚陸艦に乗って仁川に引き揚げた。
帰国後は金九の南北統一路線を批判した。1949年6月に金九が暗殺されると、暗殺犯である安斗煕の韓国独立党の入党を取り持った疑いで懲役15年の刑を受けソウル刑務所に収監される。朝鮮戦争でのソウル陥落時、彼を憐れんだ元光復軍幹部の将校により撤退に同行させてもらったとも、朝鮮人民軍によって解放され水原に潜伏していたところを韓国当局によって再度逮捕されたともいわれる。いずれにせよ、金の釈放は1961年の5・16軍事クーデターまで待たねばならなかった。
1962年、建国勲章独立章を受章。
1967年9月、ソウル麻浦区望遠洞の自宅で死亡。遺体は国立墓地に埋葬された。

## 親族
- 父：金起燮
- 母：鮮于順
- 前妻:金鳳洙
  - 長男：金日鉉（朝鮮語版） - 陸軍大尉、田鳳愛（田畯闢の孫）と結婚
  - 次男：金日鎭
  - 長女：キム・タンシル
  - 次女：金恩順
- 後妻：呉光心

また、縁戚にウリ党議員で抗日女性独立運動記念事業会会長を務めた金希宣。当初、金希宣は金学奎の孫娘と主張しており、ハンナラ党員や月刊朝鮮などの保守論壇からバッシングを受けた。最終的に2006年、直系ではないものの血縁関係は認められた。